# Donald Bruce, Baron Bruce of Donington
Donald William Trevor Bruce, Baron Bruce of Donington (n. 3 octombrie 1912 – d. 18 aprilie 2005) a fost un om politic britanic, membru al Parlamentului European în perioada 1973-1979 din partea Regatului Unit. 
1. 1 2  Donald William Trevor Bruce, Baron Bruce of Donington, The Peerage, accesat în 9 octombrie 2017
2. 1 2 3 4 5  The Peerage
3. ↑  Hansard 1803–2005